# Marithotlu, Koppa
Marithotlu là một làng thuộc tehsil Koppa, huyện Chikmagalur, bang Karnataka, Ấn Độ.